# Ardisia pauciflora
Ardisia pauciflora är en viveväxtart som beskrevs av Heyne och William Roxburgh. Ardisia pauciflora ingår i släktet Ardisia och familjen viveväxter. Inga underarter finns listade i Catalogue of Life.